# شتاين أندرسون
شتاين أندرسون (بالنرويجية البوكمول: Stein Andersson)‏ هو باحث نرويجي، ولد في 1958.